# Laurepa krybelos
Laurepa krybelos är en insektsart som beskrevs av Otte, D. och Perez-gelabert 2009. Laurepa krybelos ingår i släktet Laurepa och familjen syrsor. Inga underarter finns listade i Catalogue of Life.